# 海淀街道
海淀街道，是中华人民共和国北京市海淀區下辖的一个街道。原为北京西北的海淀镇（后来万柳地区挂海淀镇的牌子），也曾是海淀区政府驻地。原海淀镇的城镇部分自2000年起改造为中关村西区（海淀路社区与海淀南路北社区之间），海淀区政府也迁往万柳地区。目前辖区范围是万泉河路、万柳东路以东，芙蓉北路、海淀路以南，中关村北大街－中关村大街以西，北三环西路以北的范围。

## 行政区划
海淀街道下辖以下地区：
海淀路社区、芙蓉里社区、稻香园北社区、稻香园南社区、苏州街路社区、倒座庙社区、合建楼社区、海淀南路北社区、海淀南路南社区、三环社区、友谊社区、三义庙社区、立新社区、小南庄社区、万泉庄南社区、新区社区、稻香园西里社区、万泉庄北社区、紫金庄园社区、八一中学社区、人大附中社区、人民大学社区、人大南社区、飞达社区、苏州桥西社区、航空港社区、光大锋尚园社区、汇新家园社区、新起点怡秀园社区、阳春新纪元社区、万泉新新家园社区、碧水云天社区和康桥蜂鸟园社区。

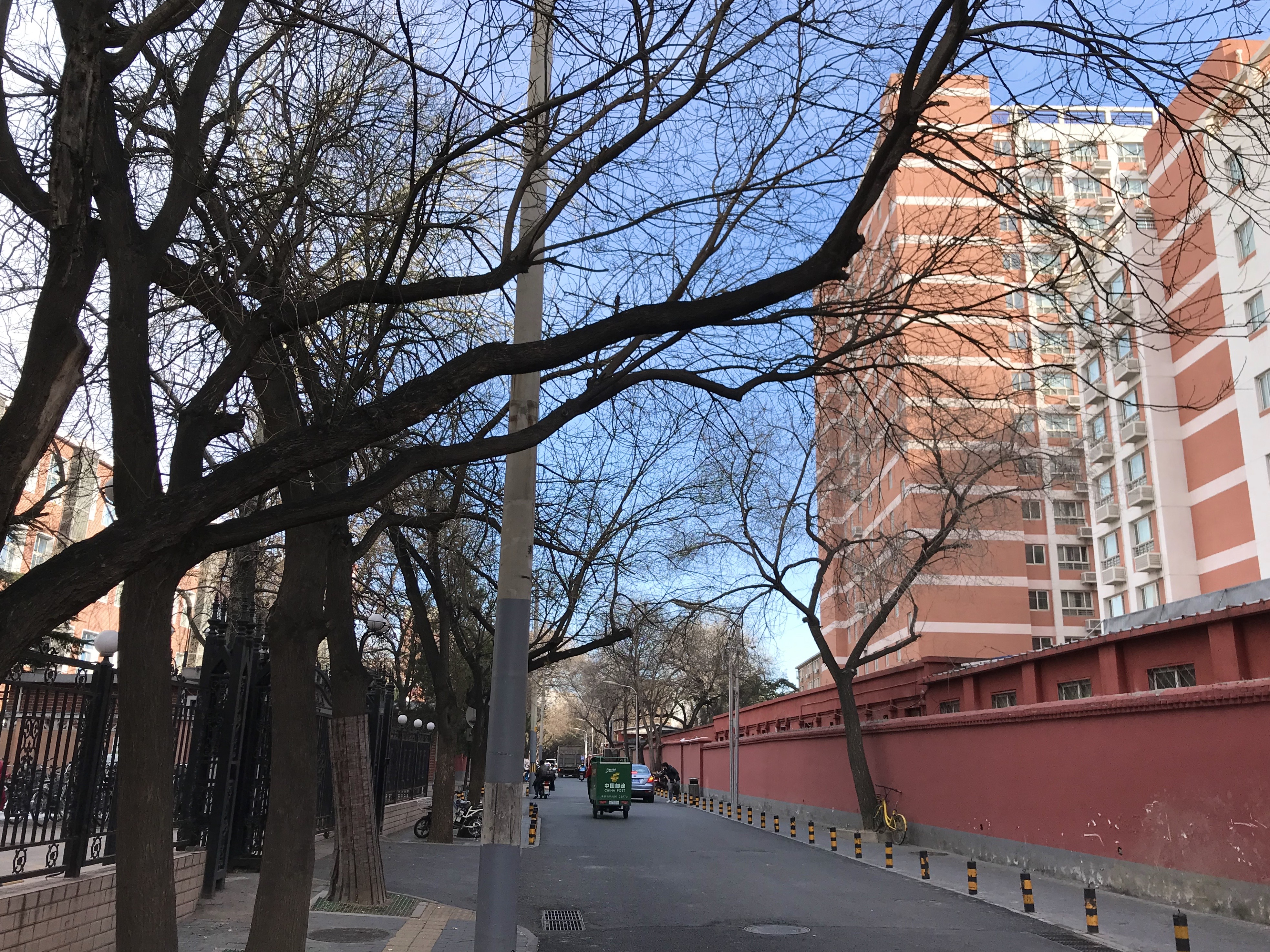
人民大学北路，画面左侧为人大附中社区，右侧为人民大学社区

## 链接
- 海淀街道地区，街道界内白色部分由万柳地区（海淀乡）管辖（如万柳地区万泉庄村）